# Supermarine Stranraer
Le Supermarine Stranraer était un hydravion biplan bimoteur de patrouille maritime des années 1930, conçu par le constructeur britannique Supermarine Aviation Works (Vickers), Ltd. principalement pour la Royal Air Force (RAF). L'avion fut également produit sous licence au Canada pour l'Aviation royale du Canada (ARC) et resta en service jusqu'en 1946.
Après leur retrait du service au sein des armées, beaucoup de Stranraers canadiens furent revendus à des compagnies aériennes régionales naissantes et effectuèrent des liaisons commerciales de fret et de passagers jusque dans les années 1950, période à laquelle ils furent définitivement mis à la retraite.

## Conception et développement
Conçu à partir des Scapa et Southampton par l'ingénieur Reginald Mitchell comme proposition au Ministère de l'Air britannique (Air Ministry), en réponse à la spécification R.24/31 pour un hydravion de reconnaissance côtière destiné à la RAF, le projet fut initialement refusé, mais Supermarine continua à développer l'avion sur ses fonds privés, le désignant d'abord « Southampton V ». Un contrat fut finalement placé en 1933 pour la construction d'un prototype propulsé par deux moteurs en étoile Bristol Pegasus IIIM de 820 ch (610 kW) chacun, et l'avion reçut la désignation de « Stranraer ». Sa structure était essentiellement constituée en duralumin, avec la coque recouverte de feuilles de métal et les ailes recouvertes de tissu.
À la suite du programme d'essais en vol initial, le prototype du Stranraer (K3973) fut livré à la RAF, le 24 octobre 1934. Le 29 août 1935, une commande initiale fut placée pour 17 exemplaires (numéros de série K7287 à K7303) à la spécification 17/35 du Ministère de l'Air. La version de production de l'avion était équipée des moteurs Pegasus X, d'une puissance de 920 ch (685 kW) chacun, et vola pour la première fois en décembre 1936, entrant en service opérationnel le 16 avril 1937. Le dernier exemplaire de série fut livré à la RAF le 3 avril 1939. Une commande additionnelle pour six autres appareils (numéros de série K9676 à K9681) fut placée en mai 1936, mais fut ensuite annulée.
En plus des avions construits au Royaume-Uni, 40 appareils furent produits sous licence par la compagnie Canadian Vickers de Montréal, au Québec, pour l'Aviation royale du Canada (ARC). Supermarine et Canadian Vickers étant des subsidiaires du conglomérat britannique Vickers-Armstrongs.

## Carrière opérationnelle

### Service militaire

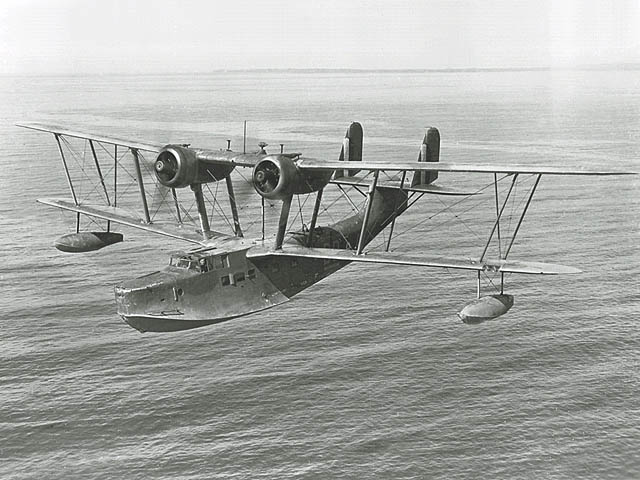
Un Stranraer de l'ARC, portant un camouflage de temps de guerre.

Les Stranraers entrèrent en service au sein de la RAF le 16 avril 1937, et beaucoup étaient encore en service à l'éclatement de la Seconde Guerre mondiale, effectuant alors des missions de patrouille anti-sous-marine et d'escorte de convois. Seulement 17 avions furent utilisés en service par la RAF, principalement par les escadrons 228, 209 et 240, ainsi qu'en petit nombre par l'unité d'entraînement opérationnel no 4. Globalement, l'appareil ne fut pas accueilli avec beaucoup d'enthousiasme par les équipages, en raison de ses performances considérées comme marginales. Ces avions furent retirés des unités de première ligne en mars 1941, mais servirent encore jusqu'en octobre 1942 comme appareils d'entraînement.
En raison de son accueil moins que favorable par les équipages et le personnel au sol, le Stranraer obtint un grand nombre de surnoms péjoratifs. Il était parfois désigné « le WC de jardin sifflant » (« whistling shithouse »), car les toilettes présentes à bord débouchaient directement à l'air libre, et quand le battant était relevé, le courant d'air extérieur faisait siffler les toilettes. L'avion reçut aussi les surnoms de « Meccano volant » (« Flying Meccano set », en référence au célèbre jeu de construction du même nom), « Marpole Bridge » (du nom d'un pont tournant situé à Vancouver, au Canada), « Seymour Seine Net », « Strainer », « section centrale volante du pont Lions Gate » (« Flying Centre Section of the Lions Gate Bridge », du nom d'un pont suspendu également situé à Vancouver). Il existait également une variante moins péjorative de son surnom habituel : « la cage sifflante » (« whistling birdcage »).
Les Stranraers de l'Aviation royale du Canada étaient les exacts équivalents de leurs contreparties britanniques, et ils furent employés dans des missions de patrouille côtière contre les menaces sous-marines de la même manière que ces derniers. Une source affirma qu'aucune action ennemie ne fut enregistrée dans cette partie du monde. Toutefois, l'équipage d'un Stranraer du 5e escadron de la RCAF, piloté par le Flight Lieutenant Leonard Birchall, fut responsable de la capture d'un navire marchand italien, le Capo Nola, dans le golfe du Saint-Laurent, quelques heures après que le Canada ait déclaré la guerre à l'Italie, le 10 juin 1940.
Birchall avait reçu pour ordre de relever l'emplacement de tous les navires italiens encore présents dans les eaux canadiennes, la guerre devenant imminente. Le 10 juin, il trouva le Capo Nola, qui venait de partir du Québec. Birchall fut informé par radio de la déclaration de guerre du Canada et effectua alors un passage bas au-dessus du cargo, comme s'il effectuait une passe d'attaque. Cette action mit le capitaine en panique, qui envoya son navire s'échouer sur un banc de sable. Birchall se posa ensuite près du navire et attendit l'arrivée de navires de la marine canadienne. L'équipage du Capo Nola furent les premiers prisonniers italiens faits par les Alliés pendant la guerre.
Les Stranraers canadiens servirent au sein de la RCAF jusqu'en 1946.

### Utilisation civile
Treize exemplaires furent revendus par le gouvernement canadien et devinrent des appareils civils après la guerre, plusieurs étant en service dans la compagnie Queen Charlotte Airlines (en) (QCA), en Colombie-Britannique, et utilisés jusqu'en 1957. Un projet de remotorisation de la compagnie substitua des moteurs Wright GR-1820-G202GA de 1 200 ch (890 kW) aux Pegasus d'origine.
QCA devint à un moment la troisième plus grosse compagnie aérienne au Canada. Toutefois, elle était connue populairement sous le nom de « Queer Collection of Aircraft » (« la collection d'avions étranges », en français). Avec un budget assez limité, elle faisait voler des appareils de types très variés, qui étaient souvent des rebuts des autres opérateurs. Pourtant, utilisé par QCA, le Stranraer gagna une réputation bien plus valorisante qu'au cours de son service militaire, et l'appareil était globalement bien apprécié de ses équipages. Huit autres Stranraers des surplus militaires furent également vendus à la compagnie Aero Transport Ltd. à Tampa, en Floride.

## Utilisateurs

### Militaires
- Canada :

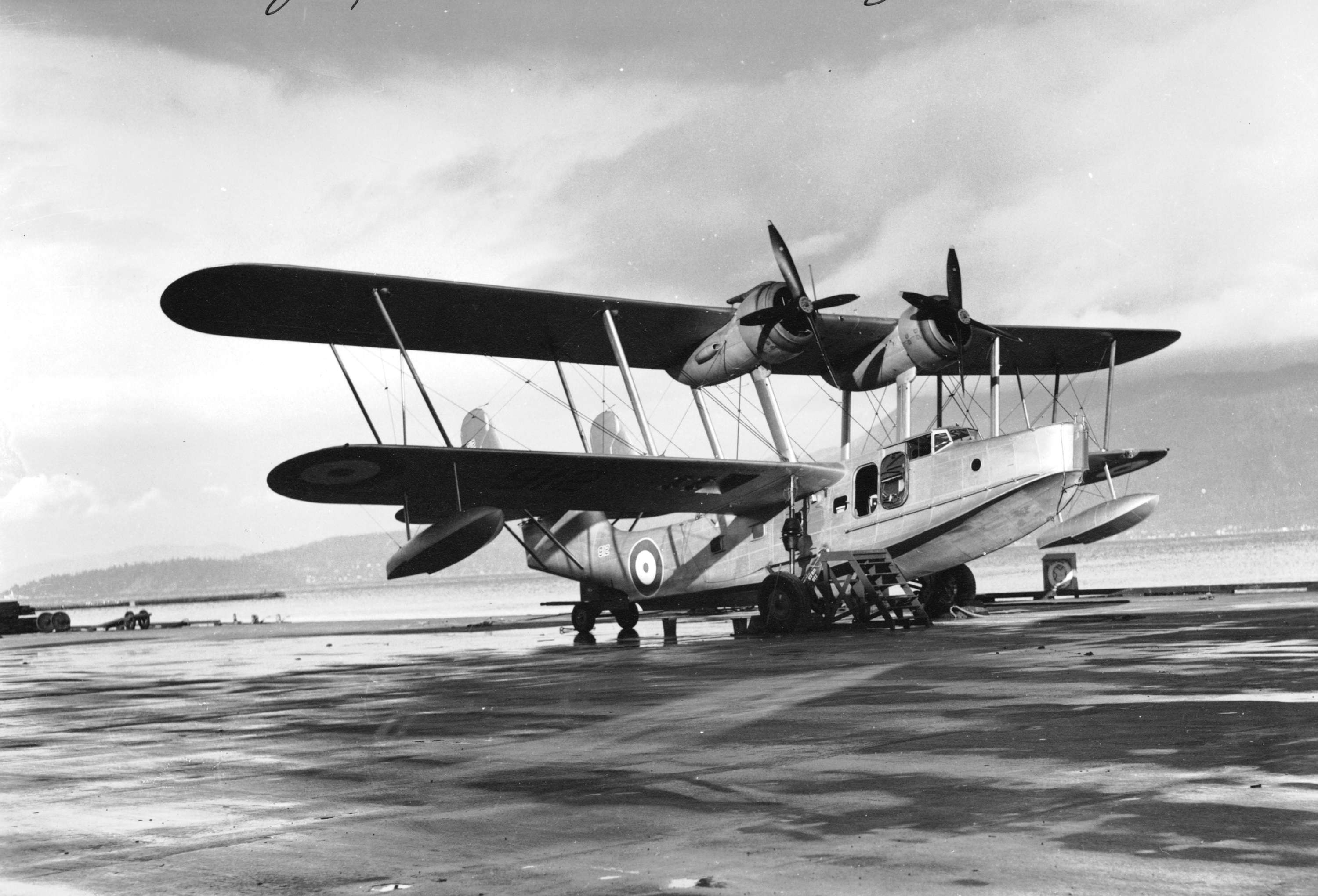
Supermarine Stranraer « 912 » de la RCAF à.

  - Aviation royale du Canada : escadrons opérationnels du Home War Establishment (HWE), basé au Canada :
    - Eastern Air Command :
      - No. 5 Squadron RCAF : de novembre 1938 à septembre 1941[9] ;
      - No. 117 Squadron RCAF : de septembre à octobre 1941[10].

    - Western Air Command :
      - No. 4 Squadron RCAF : de juillet 1939 à septembre 1943[11] ;
      - No. 6 Squadron RCAF : de novembre 1941 à mai 1943[12] ;
      - No. 7 Squadron RCAF : de février 1943 à mars 1944[13] ;
      - No. 9 Squadron RCAF : de décembre 1941 à avril 1943[14] ;
      - No. 13 (OT) Squadron RCAF (escadron d'entraînement opérationnel) : d'octobre 1941 à novembre 1942[15] ;
      - No. 120 Squadron RCAF : de novembre 1941 à octobre 1943[16].
- Royaume-Uni :
  - Royal Air Force :
    - No. 201 Squadron RAF ;
    - No. 209 Squadron RAF ;
    - No. 210 Squadron RAF ;
    - No. 228 Squadron RAF ;
    - No. 240 Squadron RAF[17].

### Civils
- Canada :
  - Pacific Western Airlines ;
  - Canadian Pacific Airlines ;
  - Queen Charlotte Airlines (en).
- États-Unis :
  - Aero Transport Ltd.

## Exemplaire préservé

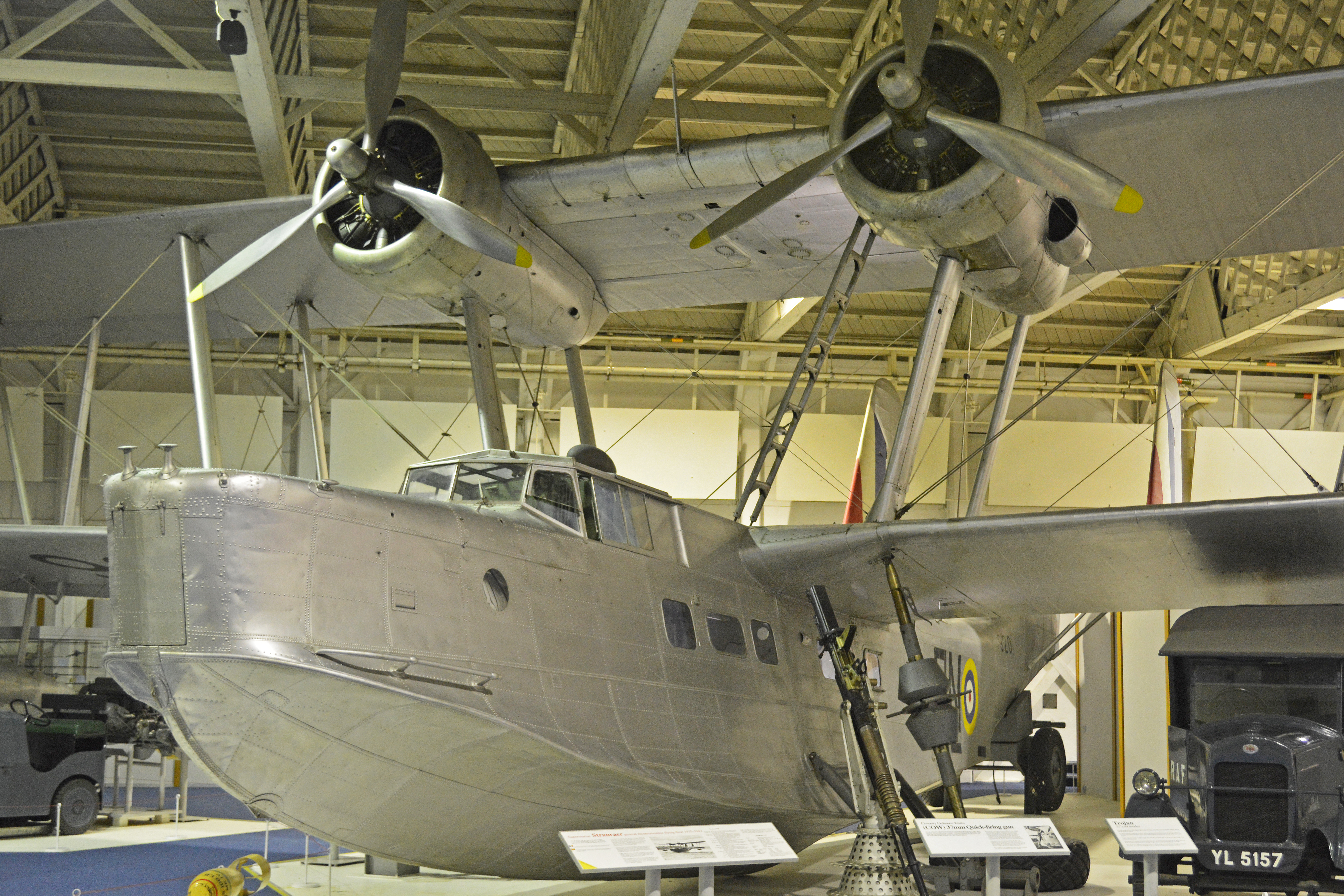
Le Stranraer du musée de la Royal Air Force, en 2015.

Un exemplaire unique du Stranraer, le 920/CF-BXO', a survécu à l'épreuve du temps et fait partie de la collection du Royal Air Force Museum London,. Cet avion a été construit en 1940, l'un des 40 exemplaires produits par Canadian Vickers. En service avec la RCAF, il a volé avec plusieurs escadrons, pour des missions de patrouille anti-sous-marine, comme avion d'entraînement, et comme transport de passagers. En 1944, il a été radié des services. En service dans l'aviation civile, il a été utilisé par la compagnie Canadian Pacific Airlines jusqu'en 1947, puis par Queen Charlotte Airlines jusqu'en 1952, qui a remplacé ses moteurs britanniques originels par des Wright R-1820 plus puissants. L'avion opérait alors depuis Vancouver le long de la côte Pacifique de la Colombie-Britannique. Il a également volé avec plusieurs autres opérateurs privés, avant d'être endommagé par un bateau, en 1966. En 1970, il a été acheté par le musée de la Royal Air Force et transporté vers le Royaume-Uni.
Les pièces d'un autre Stranraer, le 915/CF-BYJ', sont en possession du Shearwater Aviation Museum (en), à Halifax, au Canada. L'avion a aussi été utilisé par Queen Charlotte Airlines jusqu'à son crash le jour de Noël en 1949 à Belize Inlet, en Colombie-Britannique. La majeure partie de l'appareil a été récupérée dans les années 1980, à l'exception de l'avant du fuselage et du cockpit.

## Magazines
- (en) Eric Morgan, « Database: Supermarine Stranraer », Aeroplane, vol. 29, no 4, publication no 235,‎ avril 2001.
- (en) Dirk Septer, « Canada's Stranraers », Aeroplane, vol. 29, no 4, publication no 235,‎ avril 2001.